# Hostis publicus
Quella di hostis publicus, cioè di nemico pubblico, era nel diritto romano una condizione dichiarata dal Senato nei confronti di un cittadino ritenuto particolarmente nefasto per le sorti della Res publica. In base a tale concetto, chi era colpito dalla dichiarazione di hostis publicus diveniva estraneo e nemico della comunità e dello Stato e come tale perseguibile alla stregua di un nemico esterno.